# Selago aspera
Selago aspera är en flenörtsväxtart som beskrevs av Jacques Denys Denis Choisy. Selago aspera ingår i släktet Selago och familjen flenörtsväxter. Inga underarter finns listade i Catalogue of Life.